# Ejido la Providencia
Ejido la Providencia är en ort i kommunen Otzolotepec i delstaten Mexiko i Mexiko. Samhället hade 2 854 invånare vid folkräkningen 2020.